# Daniel Weichel
Daniel Weichel (ur. 22 listopada 1984 w Michelstadt) – niemiecki zawodnik mieszanych sztuk walki (MMA), mistrz M-1 Global w wadze lekkiej z 2011 oraz zwycięzca turnieju Bellator MMA wagi piórkowej z 2014, czarny pas w brazylijskim jiu-jitsu.

## Kariera MMA
Zawodowo w MMA zadebiutował 12 maja 2002 wygrywając z Vincentem Latoelem przez poddanie. W latach 2003–2007 walczył na mniejszych europejskich galach i turniejach ale również notował epizody m.in. w japońskim Shooto czy amerykańskim King of the Cage. W tym czasie pokonywał m.in. Niemca Dennisem Siverem oraz wygrywał piątą edycję turnieju European Vale Tudo w Danii. Starcia z Brytyjczykami Paulem Daleyem i Danem Hardym przegrywał przed czasem.
W latach 2009–2013 był związany głównie z rosyjskim M-1 Global, zdobywając tamże tytuł mistrza wagi lekkiej (20 listopada 2011) oraz notując kilka znaczących zwycięstw m.in. nad Magomiedrasułem Chasbułajewem czy Arciomem Damkouskim. Tytuł mistrzowski stracił w pierwszej obronie na rzecz Czeczena Musy Chamanajewa.
We wrześniu 2013 podpisał kontrakt z Bellator MMA na udział w turnieju wagi piórkowej. W ciągu roku stoczył trzy pojedynki w ramach turnieju, który wygrał, w finale pokonując Desmonda Greena, stając się pretendentem do pasa mistrzowskiego, lecz wcześniej 13 lutego 2015 stoczył wygrany pojedynek na punkty z byłym mistrzem Bellatora Patrickiem Curranem. 19 czerwca 2015 na Bellator 138 zmierzył się z ówczesnym mistrzem Patrício Freirem, przegrywając z nim przez ciężki nokaut na początku 2. rundy.

## Osiągnięcia[6][7]

### Mieszane sztuki walki
- 2002: amatorski mistrz Europy Shooto
- 2005: European Vale Tudo 5 - 1. miejsce w turnieju
- 2009: Zwycięzca programu Martial Arts Extreme
- 2011-2012: mistrz M-1 Global w wadze lekkiej
- 2014: Bellator Season Ten Featherweight Tournament - 1. miejsce w turnieju wagi piórkowej